# Бели прах
Бели прах (енгл. Blow), је филм из 2001. године, који је режирао Тед Деми, у продукцији компаније New Line Cinema, са сценаријом који су писали Дејвид МекКена и Ник Касаветес. Главне улоге тумаче Џони Деп, Пенелопе Круз, Франка Потенте и Реј Лиота.

## Радња
Ово је прича у којој се све врти око дроге, секса и дивљачких забава. Говори о преласку са невиности на цинизам, са марихуане на кокаин. И то је врло лична прича јер су успон Пабла Ескобара, Џорџа Јунга и трговина кокаином утицали на толико познатих људи. Џорџ Јунг, обичан момак из предграђа, одлучио је да на свој начин испуни амерички сан – да постане први Американац који је увезао кокаин у великим количинама. Створио је себи тржиште тако што је најпознатије американце навукао на кокаин. Убрзо је био окупан новцем и луксузом, о чему многи само сањају. Успео је да превари не само ФБИ, већ и колумбијске нарко картеле. Међутим, добио је праву жижу од опасности и ризика, јер му је више био потребан адреналин него дрога. 

## Улоге
| Глумац            | Улога                       |
| ----------------- | --------------------------- |
| Џони Деп          | Џорџ Џејкоб Јунг            |
| Пенелопе Круз     | Мирта Јунг                  |
| Франка Потенте    | Барбара Бакли               |
| Реј Лиота         | Фред Јунг                   |
| Жорди Мола        | Дијего Делгадо              |
| Пол Рубенс        | Дерек Форил (Ричард Бариле) |
| Рејчел Грифитс    | Ермин Јунг                  |
| Клиф Кертис       | Пабло Ескобар               |
| Итан Сапли        | Туна                        |
| Макс Перлич       | Кевин Дали                  |
| Мигел Сандовал    | Августо Оливерас            |
| Тони Амендола     | Санчес                      |
| Ема Робертс       | Јунгова ћерка као дете      |
| Кевин Гејџ        | Леон Мингела                |
| Елизабет Родригес | Марта Оливерас              |
| Лола Глодини      | Рада                        |
| Бобкет Голдвејт   | мистер Ти                   |
| Мајкл Тучи        | доктор Беј                  |
| Чарлс Ноланд      | Џек Стивенс                 |
| Џејми Кинг        | Јунгова ћерка као девојка   |
| Моне Мазур        | Марија                      |
| Џенифер Хименез   | Инез                        |
| Џеси Џејмс        | Џорџ Јунг као дете          |